# 米斯塔西尼湖
50°57′N 73°42′W / 50.950°N 73.700°W

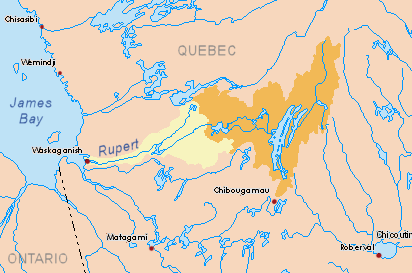

米斯塔西尼湖是加拿大的湖泊，由魁北克省負責管轄，長161公里、寬19公里，面積2,164平方公里，是該省最大的天然湖泊，島嶼面積171平方公里，海拔高度372米，湖岸線長度1,295公里，平均水深75米，最大水深183米，蓄水量150立方公里。